# Tianmen

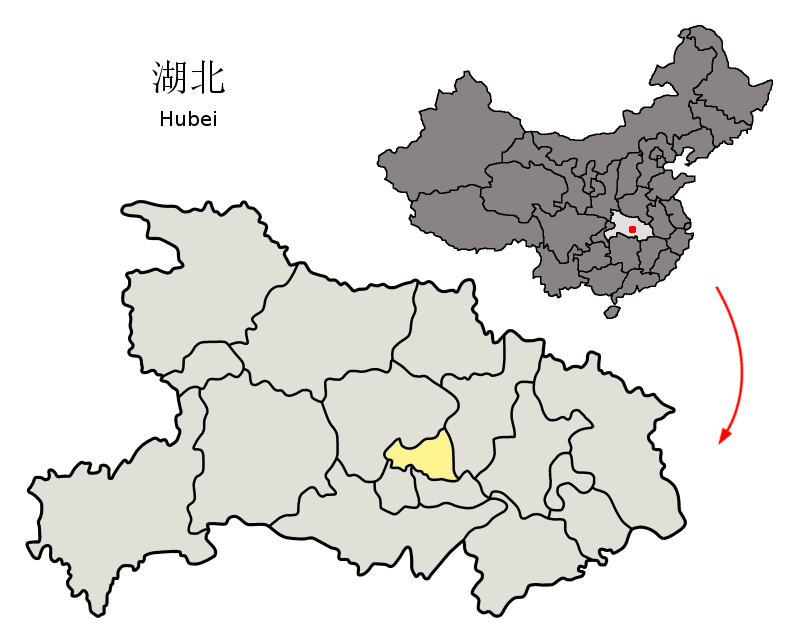
Lage von Tianmen (gelb) in Hubei

Tianmen (天门市; Pinyin: Tiānmén Shì) ist eine provinzunmittelbare, d. h. direkt der Provinzregierung unterstellte, kreisfreie Stadt der chinesischen Provinz Hubei. Sie hat eine Fläche von  2.622 km² und zählt 1.247.400 Einwohner (Stand: Zensus 2020).
Auf dem Gebiet von Tianmen liegen Stätten der neolithischen Youziling-Kultur (Youziling wenhua 油子嶺文化).